# Nilus leoninus
Nilus leoninus là một loài nhện trong họ Pisauridae. Chúng được Embrik Strand miêu tả năm 1916.